# Henri Moysset
Henri Albert Moysset, né le 26 mars 1875 à Gramond et mort le 18 janvier 1949 à Paris, est un professeur d'histoire et homme politique français.

## Biographie
Né en Aveyron dans un milieu modeste, fils de Michel Moysset, cultivateur, et Séraphie Barrau, il fait ses études au petit séminaire de Rodez puis obtient une licence ès lettres. Après de nombreux séjours d'étude en Allemagne, il publie en 1911 L'esprit public en Allemagne, vingt ans après Bismarck, pour avertir l'opinion française. 
Mobilisé en 1914 comme sergent dans une section d'infirmiers, il contracte au front une maladie qui le fait hospitaliser. Après son rétablissement, il est mis à la disposition de la commission des affaires extérieures de la Chambre des Députés. Puis en 1917 il est nommé chef du cabinet civil du ministre de la Marine.
Spécialiste de Proudhon, il contribue à la publication de ses œuvres complètes. Collaborateur d'Alexandre Millerand, de Georges Clemenceau, de Georges Leygues et d'André Tardieu, il enseigne à l'École de guerre et à l'École navale, où il a notamment pour auditeur François Darlan.
Il est maire de Gramond, son village natal, et il est élu en juillet 1938 conseiller général de l'Aveyron par le canton de Baraqueville-Sauveterre en remplacement de Gaston Roques, décédé. 
En 1941, l'amiral Darlan fait nommer Henri Moysset secrétaire d'État à la vice-présidence du Conseil. Puis il devient ministre d'État du 11 août 1941 au 18 avril 1942. Il est aussi membre du Conseil national de 1941 à 1943. Homme d'influence discret, il préside la commission chargée de rédiger la Charte du travail. 
Inculpé de trahison à la Libération, Moysset refuse de comparaître et s'en explique dans un mémoire adressé à Louis Noguères. L'avocat général reconnaît que « son action s'exerça toujours dans un sens national, contrairement aux desseins de l'ennemi », Moysset étant « connu pour son honnêteté et sa probité intellectuelle » et donc « tenu en suspicion par le clan collaborationniste de Vichy ». L'action publique est éteinte par son décès, le 18 janvier 1949.  

## Décorations
- Commandeur de la Légion d'honneur (nommé chevalier en 1919, promu officier en 1925 puis commandeur en 1927)[6].
- Commandeur du Ouissam alaouite (1927)[7].
- Ordre de la Francisque[8].